# Пивнева Гора
Пивнева Гора (укр. Півнева Гора) — село в Изяславском районе Хмельницкой области Украины.
Население по переписи 2001 года составляло 7 человек. Почтовый индекс — 30322. Телефонный код — 3852. Занимает площадь 0,143 км². Код КОАТУУ — 6822181004.

## Местный совет
30322, Хмельницкая обл., Изяславский р-н, с. Белотин, ул. Мира, 3